# Philippe de Milly
Philippe de Milly (zm. 3 kwietnia 1171) – siódmy wielki mistrz zakonu templariuszy w latach 1169–1171.

## Życiorys
Wywodził się z pikardyjskiego rodu osiadłego w Syrii. Był synem Gwidona de Milly, rycerza przybyłego do Ziemi Świętej wraz z I krucjatą, i jego żony (prawdopodobnie drugiej) Stefanii z Flandrii. Stefania i Gwidon mieli trzech synów i Filip był prawdopodobnie najstarszym z nich. 
Filip poślubił dziedziczkę lenna Zajordanii Izabellę, a następnie zamienił to lenno na Nablus koło Jerozolimy. Z żoną miał troje dzieci:
- syna Rainiera (zmarłego w dzieciństwie),
- córkę Helenę, żonę Waltera III de Brisebarre, pana Bejrutu,
- córkę Stefanię, żonę (1) Onfroya III de Toron (zm. 1173), (2) Milesa de Plancy (zamordowanego w 1174), (3) Rejnalda de Châtillon.

Jako pan Nablusu stał się jednym z najbardziej wpływowych baronów Królestwa Jerozolimskiego. W 1144 królowa Melisanda wysłała go do na odsiecz oblężonej przez Turków Edessy, ale dotarł tam już po upadku miasta. W 1148 w trakcie II krucjaty, uczestniczył w oblężeniu Damaszku. 
Wstąpił do zakonu templariuszy po śmierci żony (1166) i został wybrany wielkim mistrzem pod naciskiem króla Amalryka, którego był wiernym poddanym i doradcą. Po 2 latach od wyboru na wielkiego mistrza z nieznanych powodów podał się do dymisji i następnie towarzyszył królowi Amalrykowi w podróży do Konstantynopola, umierając jednak przed osiągnięciem celu podróży.